# Myotis schaubi
Myotis schaubi es una especie de murciélago de la familia Vespertilionidae.

## Distribución geográfica
Se encuentra en Armenia, Hungría e Irán.